# Bendamustină
Bendamustina este un medicament chimioterapic utilizat ca tratament de primă linie în leucemia limfocitară cronică (LLC). Mai este utilizată în tratamentul mielomului multiplu și al limfomului non-Hodgkin. Calea de administrare este intravenoasă.
Se află pe lista medicamentelor esențiale ale Organizației Mondiale a Sănătății. Din punct de vedere structural, este un derivat de azot-iperită și face parte din categoria agenților alchilanți.